# Слуцкая гимназия
Гимназия № 1 города Слуцка — старейшая школа на территории Белоруссии, находится в Слуцке. Её основатель — князь Януш Радзивилл.

## История
В 1617 году была открыта кальвинистская школа, которая в 1630-х годах стала кальвинистской гимназией. С 1778 года, когда завершилась реформа, кальвинистская гимназия стала называться публичным евангелическим училищем, с 1809 года Слуцкое учебное заведение стало называться публичным уездным училищем, а с 1868 года получила статус государственной классической мужской гимназии.
Кальвинистское учебное учреждение уже в XVII веке завоевало известность и славу далеко за границами Белоруссии как «Слуцкие Афины», как «Образцовая Слуцкая гимназия». И она смогла сделать это только потому, что возле её колыбели стояли выдающиеся педагоги своего времени.
Учителя Андрей Добрянский, Андрей Музоний, Рейнольд Адам и другие основатели Слуцкой школы — авторы статута и пособий — были педагогами европейского уровня. К слову, по пособию по риторике, созданном Рейнгальдом Адамом, позже учился Михаил Ломоносов. Гимназистами, в соответствии со статутом, могли стать практически все способные подростки, независимо от вероисповедания и социального происхождения. В обучении использовались лучшие известные методики того времени, были и такие, которые бы сегодня ни в коем разе не применялись в педагогике. Например, чтобы заинтересовать учеников лучше и глубже знать латинский язык, который тогда являлся языком науки, на протяжении двухсот пятидесяти лет в Слуцкой школе за дополнительное изучение латинских текстов ученики получали пиво. Гимназист за день мог заработать два стакана.
Исследователь Яков Порецкий в Ленинграде отыскал «Статут Слуцкой школы», который был издан в Любче в 1628 году. На основе этого источника учёный доказывает, что в начале XVII века центр гуманистической педагогической мысли, по сути, переместился из Западной Европы в Слуцк. Определённо, такое утверждение — не преувеличение. Недаром же появилось название «Слуцкие Афины». В стенах школы каждому не только давали большой объём знаний, но и учили по-настоящему мыслить. При этом умело использовался диалог учителя с учеником. А именно его как плодотворную форму обучения ввёл Платон в своей знаменитой Афинской академии.
В гимназию принимали шляхетских детей, горожан, иногда крестьянских детей. Учились 6-8 лет.
В 1809—1836 годах Слуцкое учебное заведение дважды реформировалось: вводились новые предметы, впервые был назначен светский директор. Постепенно школа начала переходить с польского на русский язык обучения. В стенах гимназии развернулась борьба между сторонниками польской и русской культур. Она достигла своего кульминационного пункта в 1862—1863 годах. В 1863 году, после подавления восстания под руководством К. Калиновского преподавание польского языка в Слуцкой гимназии было отменено навсегда.
В одном из залов гимназии выступал Якуб Колас. В 1923 году в Слуцке проходили курсы повышения квалификации для учителей, и Колас читал лекции по методике преподавания белорусского языка. Для слушателей курсов поэт впервые прочитал свою поэму «Новая зямля».
После Октябрьской революции гимназия была преобразована в СШ № 1.
В 1998 году получила статус «Гимназии № 1 с углублённым изучением английского языка». В 2003 году гимназия успешно прошла государственную аттестацию.

## Здание гимназии
В 1829-38 годах старое деревянное здание заменило новое каменное строение, построенное по проекту Кароля Подчашинского.
Проект гимназии сохранился до настоящего времени. Здание является памятником архитектуры эпохи классицизма, в настоящее время в нём находится один из корпусов гимназии.